# Lyle Bettger
Lyle Bettger, né à Philadelphie, en Pennsylvanie, le 13 février 1915, et mort à Atascadero, en Californie, le 24 septembre 2003, est un acteur américain.

## Filmographie partielle

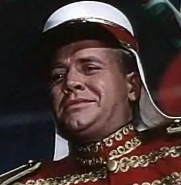
Dans Sous le plus grand chapiteau du monde (1952).

- 1950 : Chaînes du destin (No Man Of Her Own) de Mitchell Leisen : Steve Morley
- 1950 : Midi, gare centrale (Union Station) de Rudolph Maté
- 1951 : La Première Légion (The First legion) de Douglas Sirk : Dr. Peter Morrell
- 1951 : Ma fille n'est pas un ange (Dear Brat) de William A. Seiter
- 1952 : Sous le plus grand chapiteau du monde (The greatest show on earth) de Cecil B. DeMille : Klauss
- 1952 : Les Rivaux du rail (Denver and Rio Grande) de Byron Haskin
- 1952 : Maître après le diable (Hurricane Smith) de Jerry Hopper : Clobb
- 1953 : Désir de femme (All I Desire) de Douglas Sirk : Dutch Heineman
- 1953 : Double Filature (Forbidden) de Rudolph Maté : Justin Keit
- 1954 : Ceux du voyage (Carnival Story), de Kurt Neumann
- 1954 : Le Nettoyeur (Destry) de George Marshall : Phil Decker
- 1955 : Le Renard des océans (The Sea Chase) de John Farrow : Chef Officier Kirchner
- 1956 : Le Justicier solitaire (The Lone Ranger) de Stuart Heisler : Reece Kilgore
- 1957 : Règlements de comptes à O.K. Corral (Gunfight at the O.K. Corral) de John Sturges : Ike Clanton
- 1965 : Quand parle la poudre (Town Tamer) de Lesley Selander : Sheriff Lee Ring
- 1966 : Nevada Smith de Henry Hathaway : Jack Rudabough
- 1966 : Toute la ville est coupable (Johnny Reno) de R. G. Springsteen : Jess Yates
- 1966 ; Bonanza (TV) saison 08 épisode 02 : Le chagrin et la fureur (Something Hurt, Something Wild)  : Jed Ferguson
- 1967 : Le Justicier de l'Arizona (Return of the Gunfighter) de James Neilson : Clay Sutton
- 1970 : Le Virginien (TV) saison 9 épisode 10 (Experiment at new life) : Seth Wheeler